# Mosquée Lalla-Abla

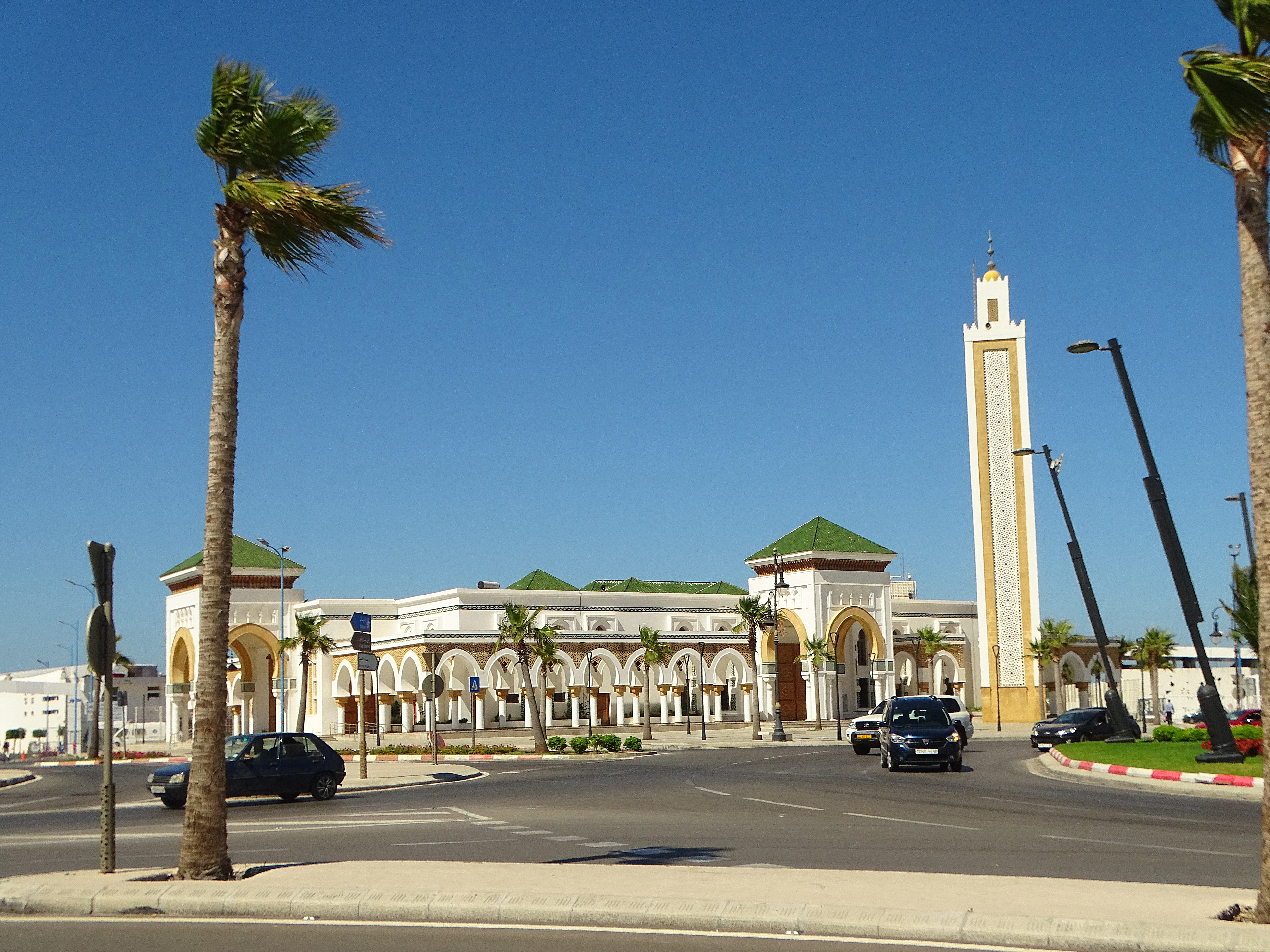
Mosquée Lalla Abla sur le port de Tanger

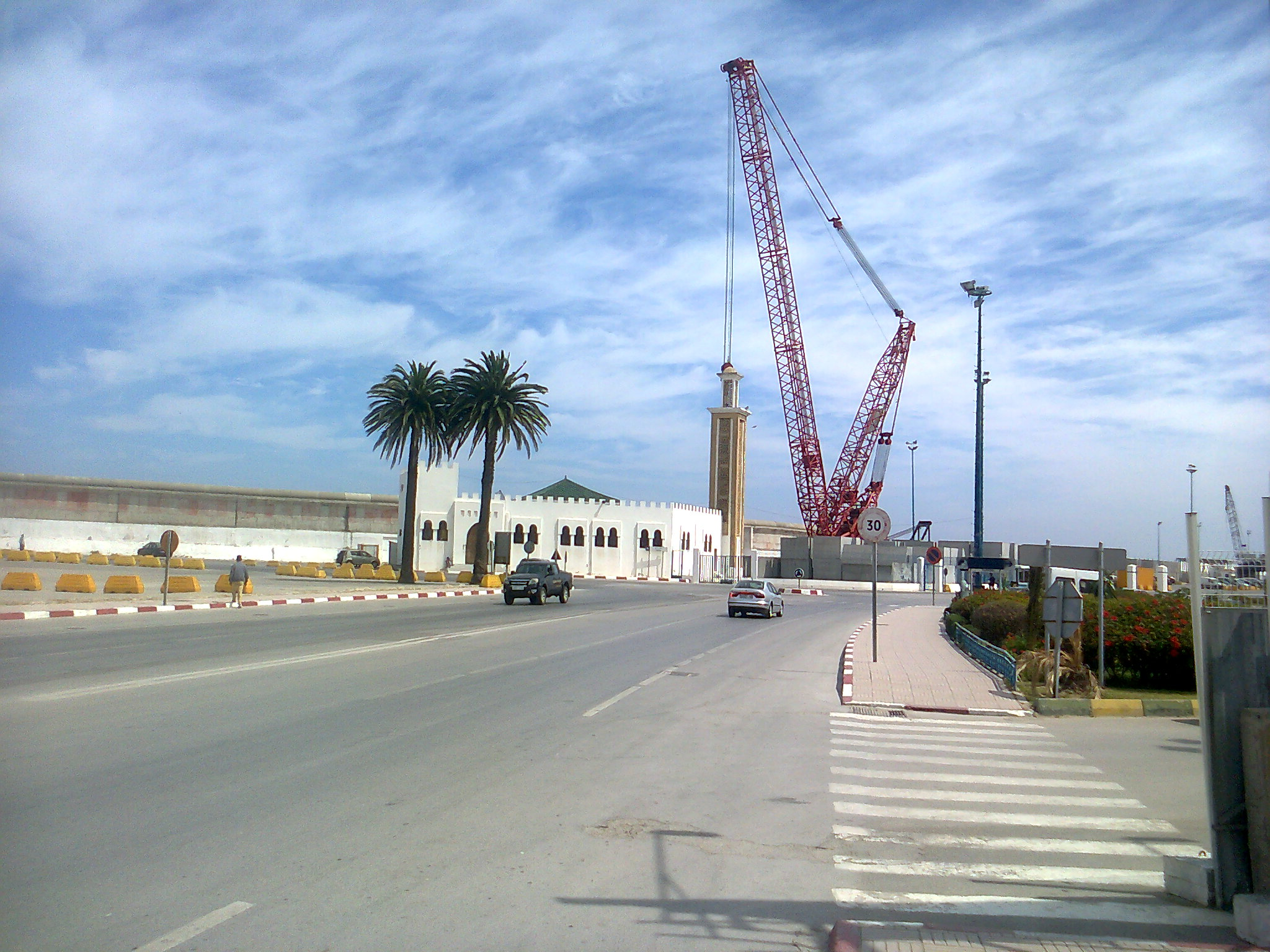
L'ancienne mosquée du port en 2013 avant démolition

La mosquée S.A. la princesse Lalla Abla, également connue sous le nom de mosquée du Port, est une mosquée à Tanger, au Maroc, achevée en 2017 et inaugurée par le roi Mohammed VI en juillet 2018. Elle a remplacé une mosquée plus petite située à proximité, également connue sous le nom de mosquée du port.
Elle porte le nom de la princesse Lalla Abla bint Tahar, la grand-mère de Mohammed VI, faisant écho à la dédicace 35 ans plus tôt de la Mosquée Mohammed V de Tanger, époux de Lalla Abla et grand-père de Mohammed VI.
La mosquée occupe un terrain de 5 712 mètres carrés, dans un emplacement bien en vue sur le port de pêche de Tanger inauguré par Mohammed VI quelques semaines plus tôt en juin 2018. Il peut accueillir plus de 1 900 fidèles, dans deux salles de prière séparées pour les hommes et les femmes.